# 罗伯特·大来
罗伯特·威廉·大来（1844年3月20日—1932年5月16日），苏格兰裔，美国航运业实业家，其公司的航船常常来往于中国与美国。辛亥革命时期，他曾拜访孙中山、黎元洪、张謇，邀请中国商会组团访问美国。